# Väddö prästgårds naturreservat
Väddö prästgårds naturreservat är ett naturreservat i Norrtälje kommun i Stockholms län.
Området är naturskyddat sedan 2021 och är 19 hektar stort. Naturreservatet ligger sydost om Edeby på västra Väddö och består av barrskog.